# Christendemocratische Volkspartij (Zwitserland)

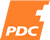
Het Franse logo van de Christendemocratische Volkspartij

De Christendemocratische Volkspartij (Duits: Christlichdemokratische Volkspartei der Schweiz, Frans: Parti démocrate-chrétien suisse, Italiaans: Partito popolare democratico svizzero, Reto-Romaans: Partida cristiandemocratica Svizra), was een Zwitserse christendemocratische partij. De partij maakt deel uit van de Bondsraad (regering). Op 1 januari 2021 fuseerde de CVP met de Burgerlijk-Democratische Partij tot de nieuwe politieke partij Het Midden.

## Geschiedenis
In 1840 werd in de herberg Rössli in Ruswil door leidende Zwitserse conservatieven de Ruswiler Erkläring ("Verklaring van Ruswil") ondertekend. De conservatieven van rooms-katholieken huize namen hierin stelling tegen de liberale tijdgeest. Later werd in de herberg Rössli ook de Ruswiler Verein ("Vereniging van Ruswil") opgericht. Deze Ruswiler Verein geldt als voorloper van de Zwitserse Conservatieve Volkspartij. Na de Sonderbundsoorlog (1847), die verloren was door de conservatieve katholieke bergkantons, verloren de conservatieven hun invloed op nationaal niveau, maar bleven sterk in de katholieke kantons.
Veroverden de katholieke conservatieven bij de eerste verkiezingen van de Bondsrepubliek Zwitserland in 1848 nog 9 zetels in de Nationale Raad (tweede kamer van het federaal parlement), in 1878 waren dat er al 35. In het parlement stond de conservatieve fractie een "kerkvriendelijke politiek" (dat wil zeggen een politiek tegen de Kulturkampf) voor en verdedigde de autonomie van de kantons. Om hun politieke doelen te bereiken sloten zij vaak tijdelijke allianties met de (conservatieve) liberalen en gereformeerde conservatieven.

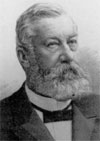
Josef Zemp

In 1891 werd Josef Zemp als eerste katholieke conservatief in de Bondsraad (regering) gekozen. De invloed van de conservatieven nam toe. In 1912 verenigden de Katholieke conservatieven zich in een partij, Zwitserse Conservatieve Volkspartij (Schweizerische Konservative Volkspartei, SKVP) genaamd. Met de invoering van het stelsel van evenredige vertegenwoordiging aan het begin van de 20e eeuw, zag de SKVP haar zetelaantallen toenemen. In 1919 werd er een tweede katholieke conservatief (Jean-Marie Musy) in de Bondsraad gekozen. Van 1954 tot 1959 zaten er zelfs drie katholieke conservatieven in de Bondsraad.

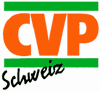
Oud partijlogo

In 1957 werd de partijnaam veranderd in Conservatief Christelijk-Sociale Volkspartij (Konservativ-Christlichsoziale Volkspartei, KCVP). In 1970 werd de partijnaam Christendemocratische Volkspartij (CVP/PDC/PPD) aangenomen.

### Heden
Bij de verkiezingen van 19 oktober 2003 deed de CVP/PDC/PPD het slecht. De partij ging van 34 naar 28 zetels in de Nationale Raad. In de Kantonsraad kreeg de CVP/PDC/PPD 15 zetels. Door de polarisering in de Zwitserse politiek was er winst voor de rechtse Zwitserse Volkspartij (SVP/UDC) en de linkse Sociaaldemocratische Partij van Zwitserland. Als gevolg van deze nederlaag moest de CVP/PDC/PPD één zetel in de Bondsraad prijsgeven ten gunste van de SVP/UDC. Dit betekende dat Ruth Metzler (CVP/PDC/PPD) plaats moest maken voor Christoph Blocher (SVP/UDC).
In 2004 werd Doris Leuthard uit het kanton Aargau tot voorzitster van de CVP/PDC/PPD gekozen. Zij werd in juni 2006 in de Bondsraad gekozen. Onder mevr. Leuthard boekte CVP/PDC/PPD winst in de kantons Solothurn en Zürich. Omdat Leuthard in juni 2006 Bondsraad was geworden, werd zij als voorzitter van de CVP/PDC/PPD opgevolgd door Bruno Frick, tot dan toe (een van de) vicevoorzitter(s), die op zijn beurt werd opgevolgd door Christophe Darbellay uit het kanton Wallis.
In 2005 bezette de CVP/PDC/PPD 20,7% van de zetels in de kantonnale regeringen en 16,7% van de zetels in kantonnale parlementen.
De CVP/PDC/PPD herstelde zich bij de parlementsverkiezingen van 21 oktober 2007 goed. De CVP/PDC/PPD kreeg 14,6% van de stemmen in de Nationale Raad, goed voor 31 zetels. Daarna zakte de partij terug weg. Bij de parlementsverkiezingen van 23 oktober 2011 haalde de partij 12,3% en verloor ze 3 zetels en behield ze 28 zetels. Na de verkiezingen van 18 oktober 2015 ging het om 11,6% en een saldo van 27 zetels.
In het najaar van 2020 besloten de partijbesturen van de CVP en de Burgerlijk-Democratische Partij (BDP) over te gaan tot een fusie. Na instemming van de partijcongressen van de betreffende partijen ontstond op 1 januari 2021 de nieuwe politieke partij Het Midden. Viola Amherd (voorheen CVP) vertegenwoordigt Het Midden in de Bondsraad. Kantonsafdelingen van de CVP behouden het recht om gebruik te blijven maken van de oude naam "CVP."

## Ideologie
De CVP/PDC/PPD is een christendemocratische partij. In sommige opzichten neemt de partij traditionele centrumrechtse standpunten in, met name in ethische kwesties, anderzijds worden centrumlinkse standpunten ingenomen, bijvoorbeeld met betrekking tot de verzorgingsstaat en sociaal beleid.
De partij is voor versterking van de economische groei door vermindering van de bureaucratie, een juiste belasting en meer flexibiliteit op de arbeidsmarkt. De partij is voor een sterke familiepolitiek en een politiek die alle regionen van Zwitserland kansen biedt. Het wil de sociale zekerheid zeker stellen, ziektekosten betaalbaar houden, gezonde staatsfinanciën, een multifunctionele en gezonde agrarische sector, een neutraal blijvend, versterkte integratie van buitenlanders en een versterkte economische binding aan de Europese Unie. Samen met de Vrijzinnig Democratische Partij (FDP/PRD/PLR) en de Socialistische Partij van Zwitserland is de CVP/PPD/PDC de meest EU gerichte partij.
De CVP/PDC/PPD kent zowel een sterke linker- als rechtervleugel. De linkervleugel wordt gesteund door de Christen-socialen, de aan de CVP/PDC/PPD gelieerde christelijke vakbond Arbeitsgemeinschaft Wirtschaft und Arbeit en de Junge CVP. Ook is er een sterke rechtervleugel, die gesteund wordt door conservatieve katholieken en politici uit de bergkantons. Het grote probleem voor de CVP/PDC/PPD is, en dat geldt ook voor de FDP/PRD/PLR, dat de partij moeite heeft om aan te geven waar zij precies staat in het politieke spectrum. Deze vaagheid was jarenlang hoofdreden voor het succes van de CVP/PDC/PPD (en FDP/PRD/PLR), maar blijkt de laatste jaren juist tegen te werken.
| Standpunt                                                     |
| Pensioengerechtigde leeftijd naar 67 jaar                     |
| Zwangerschapsverlof naar 24 weken                             |
| Meer sociale voorzieningen voor families met een laag inkomen |
| Meer geld naar integratie van migranten                       |
| Strengere inburgeringseisen                                   |
| Verruiming adoptiewetgeving ten gunste van homoseksuele paren |
| Strenge abortuswetgeving                                      |
| Federale belastingverhoging                                   |
| Handhaving moratorium genetische manipulatie                  |
| Geleidelijke afbouw kernenergie                               |
| Een kleiner leger                                             |
| Toetredingsonderhandelingen met de EU                         |
| Actievere buitenlandpolitiek                                  |
| Vrij verkeer van personen tussen Zwitserland en de EU         |
| Invoering federaal minimumloon                                |
| Bron: smartvote.ch                                            |

## Bondsraad
| Afbeelding | Persoon      | Kanton | Departement                                                                                         | Periode    |
|            | Viola Amherd | Wallis | Departement van Economische Zaken (Zwitserland) Departement van Defensie, Volksverdediging en Sport | 2019-heden |

Tot 2003 beschikte de Christendemocratische Volkspartij over twee zetels in de Bondsraad. Na de heroverweging van de zogenaamde toverformule verloor de partij toen haar tweede zetel aan de SVP/UDC. Sinds 1 januari 2019 is Viola Amherd het Bondsraadslid van de CVP/PDC/PPD.

## Vrouwenafdeling en jongerenpartij
De vrouwenafdeling van de CVP/PDC/PPD heet CVP-Frauen. De voorzitster van de CVP-Frauen is Babette Sigg-Frank.
Nauw verbonden met de CVP/PDC/PPD, maar zelfstandig, is de Junge CVP. De Junge CVP is progressief en staat een sociale liberale politiek voor. De Junge CVP baseert zich op christelijke normen en waarden maar is geen katholieke partij. De Junge CVP doet op kantonnaal niveau mee aan de verkiezingen met een eigen lijst. Voorzitter van de Junge CVP is Tino Schneider.

## Fractie
In de Bondsvergadering vormt de CVP samen met de Evangelische Volkspartij een fractie met de naam Fractie CVP in de Bondsvergadering. Fractiepresident is Filippo Lombardi (CVP) uit het kanton Ticino.
| Fractie CVP in de Bondsvergadering |                                          |
| Fractievoorzitter:                 | Filippo Lombardi                         |
| Partijen:                          | CVP, EVP, CSP                            |
| Zetels:                            | 43 (Nationale Raad: 30; Kantonsraad: 13) |

## Voorzitters
- Adalbert Wirz - 1912 - 1917
- Eugène Deschenaux - 1917 - 1919
- Joseph Räber - 1920 - 1928
- Ernest Perrier - 1928 - 1932
- Eduard Guntli - 1932 - 1934
- Raymond Evéquoz - 1934 - 1935
- Emil Nietlischbach - 1935 - 1940
- Pierre Aeby - 1940 - 1946
- Josef Escher - 1946 - 1950
- Max Rohr - 1950 - 1955
- Jean Bourgknecht - 1956 - 1959
- Ettore Tenchio - 1960 - 1968
- Franz-Josef Kurmann - 1968 - 1973
- Hans Wyer - 1973 - 1984
- Flavio Cotti - 1984 - 1987
- Eva Segmüller (v) - 1987 - 1992
- Carlo Schmid-Sutter - 1992 - 1994
- Anton Cottier - 1994 - 1997
- Adalbert Durrer - 1997 - 2001
- Philipp Stähelin - 2001 - 2004
- Doris Leuthard (v) - 2004 - 2006
- Bruno Frick (waarnemend) - 2006
- Christophe Darbellay - 2006 - 2016
- Gerhard Pfister - 2016 - heden

De vicevoorzitters van de CVP/PDC/PPD zijn: Dominique de Buman en (tot 2006) Bruno Frick. Filippo Lombardi is fractiesecretaris van de CVP-Bundeshausfractie.

## Verkiezingsresultaten
| Zetelverdeling CVP 1987-2019 Nationale Raad |        |       |         |
| Jaar                                        | Zetels | %     | +/-     |
| 1987                                        | 42     | 19,73 | Stabiel |
| 1991                                        | 35     | 18,00 | 7       |
| 1995                                        | 34     | 16,80 | 1       |
| 1999                                        | 35     | 15,84 | 1       |
| 2003                                        | 28     | 14,38 | 7       |
| 2007                                        | 31     | 14,47 | 3       |
| 2011                                        | 28     | 12,30 | 3       |
| 2015                                        | 27     | 11,61 | 1       |
| 2019                                        | 25     | 11,40 | 2       |

| Zetelverdeling CVP 1987-2019 Kantonsraad |        |
| Jaar                                     | Zetels |
| 1987                                     | 19     |
| 1991                                     | 16     |
| 1995                                     | 16     |
| 1999                                     | 15     |
| 2003                                     | 15     |
| 2007                                     | 15     |
| 2011                                     | 13     |
| 2015                                     | 13     |
| 2019                                     | 13     |

## Verwijzingen
1. ↑  L. Meier-Schatz, M. Arnold e.a.: Der C in Namen der CVP, Bern 2010. Gearchiveerd op 2 februari 2019.
2. ↑  Ist die CVP links oder rechts? - geraadpleegd 11 december 2016. Gearchiveerd op 18 maart 2017.
3. ↑  cvp.ch: Die CVP bezeichnet sich als liberal-sozial. Was bedeutet das? - geraadpleegd 11 december 2016. Gearchiveerd op 18 maart 2017.
4. 1 2  Katholisches Medienzentrum: «Die Mitte»: Kantonalparteien dürften Mutterpartei folgen - 2 december 2020. Gearchiveerd op 14 mei 2023.
5. ↑  SRF: Die CVP soll neu «Die Mitte» heissen - 4 september 2020. Gearchiveerd op 25 april 2023.
6. ↑  [Waarnemend voorzitter]
7. ↑  [Een jongerenpartij die op kantonnaal vlak met eigen lijsten meedoet aan de verkiezingen]